# (1301) Yvonne
(1301) Yvonne ist ein Asteroid des Hauptgürtels, der am 7. März 1934 vom französischen Astronomen Louis Boyer in Algier entdeckt wurde.
Der Asteroid trägt den Namen der Schwester des Entdeckers.